# Menores (Guanajuato)
Menores es una localidad del estado mexicano de Guanajuato. Es parte del municipio de Silao de la Victoria.

## Demografía
| Gráfica de evolución demográfica |
|                                  |

| Censo | Población |
| ----- | --------- |
| 1970  | 397       |
| 1980  | 451       |
| 1990  | 760       |
| 2000  | 976       |
| 2010  | 1 217     |
| 2020  | 1 709     |